# Faules d'Higí
Les Faules (en llatí: Fabulae), dites també Genealogies (Genealogiae), són un recull de mitologia grega obra d'un autor desconegut de nom Higí, que tradicionalment s'ha identificat amb Gai Juli Higí però actualment es considera un personatge diferent. L'obra consisteix en uns tres-cents mites narrats de manera resumida i amb un llenguatge simple, incloent genealogies de divinitats i herois.

## Autoria
A l'editio princeps de les Faules (1535), Jacob Micyllus atribuïa l'obra «Gai Juli Higí, llibert d'August», però es desconeix si aquesta adscripció prové de la mà de Micyllus o si apareixia en el mateix manuscrit. Hi ha moltes d'obres que ja a l'antiguitat s'atribuïren espúriament a Gai Juli Higí, i, malgrat que les Faules podrien ser efectivament contemporànies de Gai Juli Higí, modernament, bona part de l'acadèmia rebutja la idea que l'autor de l'obra fos aquest Higí. Smith considera raonable de considerar que l'Higí que va escriure les Faules visqués durant la segona meitat del segle ii. No obstant això, també hi ha estudiosos que pensen que l'autor de l'obra és, efectivament, Gai Juli Higí.
Per Rose, l'autor de les Faules és un «jove ignorant, semi-instruït i estúpid», però valuós pel fet que empra fonts perdudes dels tràgics grecs. Keith es plany dels «capricis de la Fortuna que han permès que es perdessin moltes de les obres d'Èsquil, gran part de les històries de Livi i altres tresors de valor incalculable mentre que hagi sobreviscut aquest exercici escolar infantil». La col·lecció d'Higí conforma, de manera molt primitiva, el corpus de mitologia grega que qualsevol romà instruït de l'època dels Antonins havia de conèixer. D'altra banda, actualment les Faules són una gran font d'informació, després que s'hagin perdut tantes de versions originals.

## Contingut
Juntament amb la Biblioteca d'Apol·lodor, les Faules d'Higí són un dels manuals de mitologia més exhaustiu que s'han conservat de l'antiguitat. L'obra consisteix en diverses narracions i llistes organitzades en seccions, en comptes de constituir una narració contínua. Comença amb una teogonia, que resumeix la genealogia dels déus de manera força peculiar, començant per una figura altrament desconeguda, Caligo ('boira, calitja, broma'), anterior fins i tot al Caos, l'entitat primera de la Teogonia d'Hesíode. Tot seguit ve un nombre de seccions que conten diverses històries mitològiques (seccions 1–220), i a continuació un seguit de llistes (seccions 221–227) que contenen noms de figures mitològiques o de mites.
Malgrat que es tracta d'una obra en llatí i basada també en part en fonts romanes, l'obra versa gairebé totalment sobre mitologia grega, i té molt poc contingut mitològic purament romà. Entre les fonts d'Higini es troben els escolis a les Argonàutiques d'Apol·loni de Rodes, que daten del temps de Tiberi (14 - 37 dC), segons R. Merkel. Dins les Faules es poden trobar passatges que són traduïts directament de fonts gregues.

## Transmissió textual
El text de les Faules va estar a punt de perdre's completament: l'editio princeps, a càrrec de Jacob Micyllus (1535), consisteix en una transcripció «negligent i acrítica» de l'únic manuscrit conservat (el Codex Freisingensis), procedent de l'abadia de Freising, escrit en escriptura beneventana i datable . Durant el procés d'impressió, tal com era pràctica habitual, es va esbocinar el manuscrit, i només se n'han trobat dos fragments, apareguts com a enduriment en enquadernacions: un es va descobrir a Regensburg el 1864, i l'altre a Múnic el 1942, i tots dos fragments es conserven a Múnic. Posteriorment ha aparegut un altre bocí fragmentari del segle v, que es troba a la Biblioteca Vaticana.

## Edicions
- Micyllus 1535 (editio princeps):  C. Iulii Hygini Augusti liberti fabularum liber.  Basileae apud Ioannem Hervagium, Anno MDXXXV mense martio. (llatí)
- Rose 1934:  Hygini Fabulae. Recensuit, prolegomenis commentario appendice instruxit, H. J. Rose.  Leiden: A. W. Sijthoff, 1934 [2a ed. 1963]. En línia a The Latin Library (llatí)
- Marshall 2002:  Hyginus <Mythographus>: Fabulae. Edidit Peter K. Marshall. Editio altera.  Bibliotheca Teubneriana, 2002. DOI 10.1515/9783110975512. ISBN 3598712375. (llatí)
- Traduccions:
  -  Higí. Faules. Vol. I [faules I-LXXXVI]. Text llatí revisat, traducció i notes d'Antònia Soler i Nicolau.  Fundació Bernat Metge, 2011. (llatí) – (català)
  -  Higí. Faules. Vol. II [faules LXXXVII-CCLXXVI]. Text llatí revisat, traducció i notes d'Antònia Soler i Nicolau.  Fundació Bernat Metge, 2011. (llatí) – (català)
  - Grant, Mary A. The Myths of Hyginus.  University of Kansas Press, 1960. En línia a ToposText (anglès)
  -  Apollodorus' Library and Hyginus' Fabulae: Two Handbooks of Greek Mythology. Translated, with introductions, by R. Scott Smith and Stephen M. Trzaskoma.  Hackett Publishing, 2007. ISBN 9780872208216. (anglès)